# Abū Tāhir Tarsūsī
Abū Tāhir Muhammad ibn Hasan ibn Alī ibn Mūsā at-Tarsūsī, auch Tartūsī bzw. Tūsī
(arabisch ابو طاهر محمد بن حسن بن علی بن موسی الطرسوسی, DMG Abū Ṭāhir Muḥammad b. Ḥusayn b. ʿAlī b. Mūsā aṭ-Ṭarsūsī) war ein persischer berufsmäßiger Geschichtenerzähler des 12. Jahrhunderts, von dem mehrere Prosaerzählungen überliefert sind, unter anderem das Dārāb-nāma.

## Lebenszeit
Über die Person Abū Tāhirs ist nur wenig bekannt. Seine Lebens- und Wirkungszeit lässt sich nur annäherungsweise durch die zeitliche Einordnung seiner Texte bestimmen. Auf der Grundlage von sprachlichen Untersuchungen hat der Iranist Gilbert Lazard die Abfassung von Abū Tāhirs Geschichten im 11. oder 12. Jahrhundert verortet. Eine Niederschrift nach dem 12. Jahrhundert hält er für ausgeschlossen. Mahmud Omidsalar hat in jüngerer Zeit in einer genauen Textanalyse des Dārāb-nāma Lazards Einschätzung bestätigt. Er datiert die Entstehung des Textes in das 6. Jh.d.H., was im Wesentlichen dem 12. Jh. christlicher Zeitrechnung entspricht.

## Herkunft
Abū Tāhirs Herkunft ist ebenfalls unsicher, da seine Nisba manchmal als Tūsī, Tartūsī oder Tarsūsī angegeben wird. Diese Varianten sind möglicherweise darauf zurückzuführen, dass Abu Tāhir ursprünglich aus Tūs in Chorasan stammt und er selbst oder einer seiner Vorfahren sich zeitweilig entweder in Tarsus in der heutigen Türkei oder Tartus in Syrien aufgehalten hat. Dort kamen im 9. und 10. Jh. zahlreiche muslimische Kämpfer auch aus fernen Gebieten wie Chorasan zusammen, um dort gegen die Byzantiner zu kämpfen. Viele von ihnen kehrten später wieder in ihre Herkunftsländer zurück und übernahmen die Namen der Orte, an denen sie gekämpft hatten, in ihre Nisba.  Dass Abū Tāhir in persischen Handschriften vorzugsweise Tarsūsī oder Tartūsī genannt wird, in türkischen Manuskripten seines Abū Muslim-nāma aber gewöhnlich den Beinamen Tūsī erhält, könnte an dem Versuch des Kopisten liegen, den Autor durch den jeweils ferneren Ort interessanter zu machen. Abū Tāhirs Schriften ist zu entnehmen, dass er zur Schia neigte und ein Verfechter der Schuʿūbīya war, einer persischen Nationalbewegung, die die zunehmende arabische Dominanz im Land zurückzudrängen suchte.

## Werke
Die Werke Abū Tāhirs lassen sich grob in zwei Gruppen einteilen: Solche, die sich auf das vorislamische Iran beziehen, und andere, deren Protagonisten aus frühislamischer Zeit stammen. Zur ersteren zählt das Dārāb-nāma, in dem es um Dārāb, den Enkel des Kayanidenprinzen Isfandiyār, und dessen Sohn Iskandar geht. Das Qirān-i Habaschī (Qiran der Abessinier) spielt in der Zeit des ersten Kayaniden Kai Kobad, das Qahramān-nāma („Das Buch des Qahramān“) in der Huschangs. Zur zweiten Textgruppe gehören drei weitere Werke: Das Abū Muslim-nāma hat die Revolte von Abū Muslim in Chorasan gegen die Umayyaden im 8. Jh. zum Inhalt. Das Musayyab-nāma handelt von den Ereignissen nach der Schlacht von Kerbela, in der der Prophetenenkel und dritte Imam der Schiiten, Husayn, getötet wurde. Die Heldentaten von Husayns Halbbruder und Rächer Muhammad ibn al-Hanafīya hat Abū Tāhir im Jang-nāma-yi Muhammad Hanafiya (Das Schlachtenbuch von Muhammad Hanafiyya) dargestellt.